# Klara Stoffels
Klara Stoffels, geborene Wichers (* 7. Dezember 1904 in Wiesdorf; † 11. August 1944 in Berlin (Hinrichtungsstätte Plötzensee)) war eine deutsche Zeugin Jehovas und ein Opfer der nationalsozialistischen Kriegsjustiz.

## Leben
Klara Stoffels wurde am 7. Dezember 1904 geboren. Nach der Heirat mit Friedrich (Fritz) Stoffels engagierte sich das Ehepaar bereits vor der Machtergreifung der Nationalsozialisten in der Gemeinschaft der Bibelforscher (seit 1931: Zeugen Jehovas). Das Ehepaar bewohnte bis 1935 eine Wohnung in der Simrockstraße in Köln-Ehrenfeld. Auch nach dem endgültigen Verbot der Glaubensbewegung der Bibelforscher im Juni 1933 organisierten sie die Verteilung der verbotenen Zeitschrift Wachtturm und von Flugblättern im Untergrund. Zusammen mit den Kölner Mitgliedern der Religionsgemeinschaft betätigten sie sich weiterhin aktiv missionarisch und – insbesondere nach Ausbruch des Zweiten Weltkrieges – antimilitaristisch.

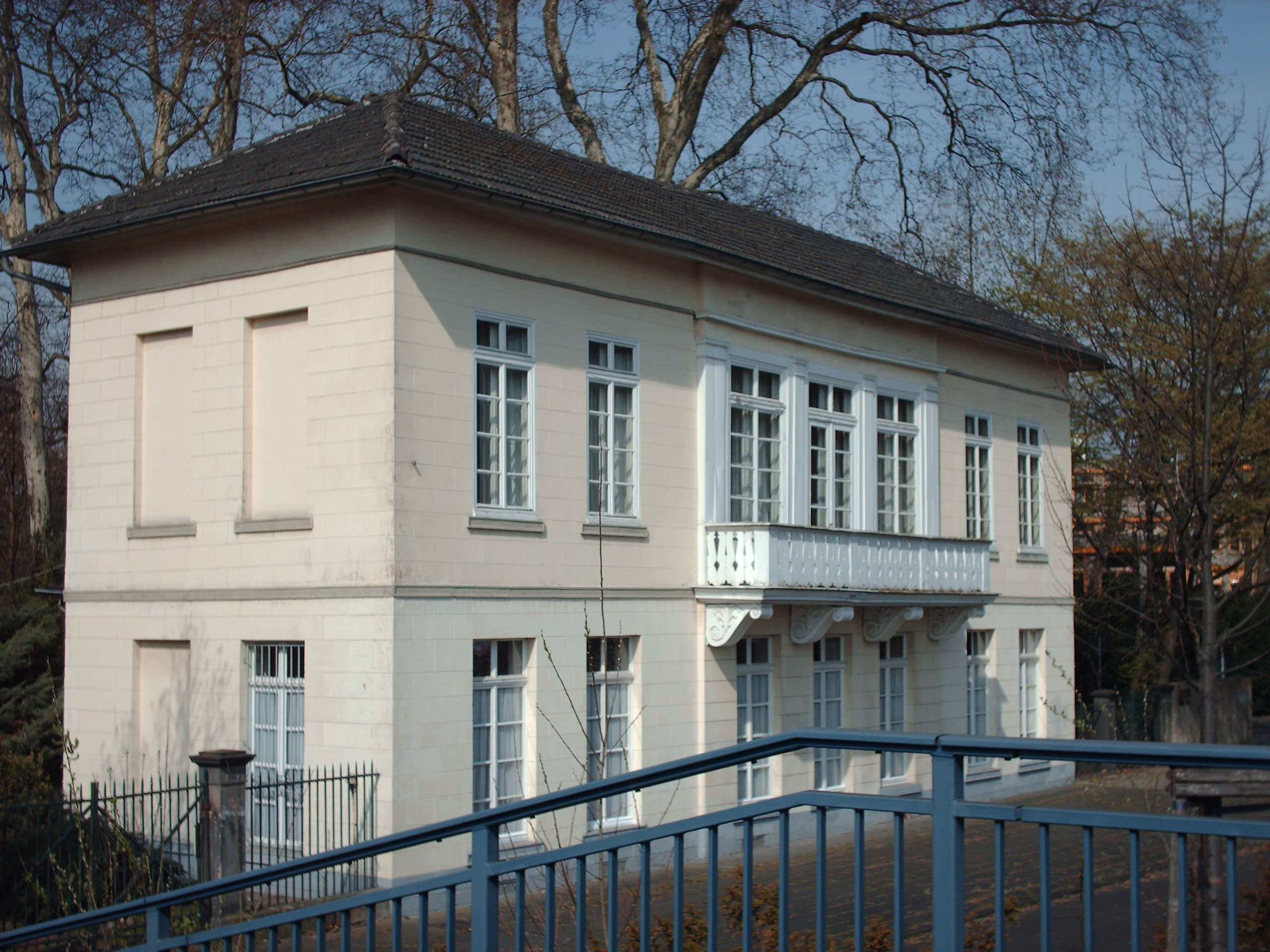
Bahnhof Belvedere: Wohnhaus der Familie Stoffels Ende der 1930er Jahre in Müngersdorf

Nachdem Fritz Stoffels seine Arbeit aufgrund seines Glaubens nicht mehr ausüben durfte, zog die Familie 1935 in das alte Bahnhofsgebäude Belvedere am westlichen Stadtrand von Köln, nach Müngersdorf. Ihr Ehemann, Fritz Stoffels wurde 1939 verhaftet und zu drei Jahren Zuchthaus verurteilt.
Im April 1943 flog im Ruhrgebiet eine im Untergrund operierende Gruppe um die Zeugen Jehovas Julius Engelhard und Auguste Hetkamp auf. Im Rahmen der darauf folgenden, großangelegten Verhaftungswelle von Zeugen Jehovas durch die Gestapo im Ruhrgebiet und im Rheinland wurden auch Klara und Friedrich Stoffels inhaftiert. Klara Stoffels weigerte sich aus religiöser Überzeugung, im Rüstungsbetrieb des Zuchthauses zu arbeiten. Gemeinsam mit ihrem Mann und einer Gruppe Zeugen Jehovas wurde sie am 2. Juni 1944 vom 6. Senat des Volksgerichtshofs der Wehrkraftzersetzung und landesverräterischer Feindbegünstigung für schuldig befunden und zum Tode verurteilt. Gemeinsam mit Auguste Hetkamp wurde sie anschließend wieder in das Frauengefängnis Barnimstraße in Berlin überstellt. Das Todesurteil wurde am 11. August 1944 in der Hinrichtungsstätte Berlin-Plötzensee durch das Fallbeil vollstreckt. Klara Stoffels hinterließ Freunden einen Abschiedsbrief, der ihren ungebrochenen Glauben dokumentierte:

„Ich habe die Freude, mit meinem guten, lieben, treuen Fritz gemeinsam den Pilgerlauf zu beenden. Ja, was wird uns sein, nur Freude und Glück. Meine Lieben, in diesem Sinne freue ich mich und schaue dem Tod freudig ins Auge und hoffe, daß es Fritz auch tut.“

Die mitangeklagten und zum Tode verurteilten Männer der Gruppe der Zeugen Jehovas, Johann Hörstgen, Paul Weseler, Wilhelm Bischoff und ihr Mann Friedrich Stoffels wurden drei Tage später, am 14. August 1944, in der Hinrichtungsstätte Brandenburg-Görden ermordet.
Klaras Brüder versteckten während des Krieges jüdische Mitbürger, die sich durch das Untertauchen ihrer Deportation entziehen konnten. Ihr Bruder Karl Wiechert wurde nach dem Krieg ein erfolgreicher Kölner Mundart- und Karnevalsdichter.

## Ehrung

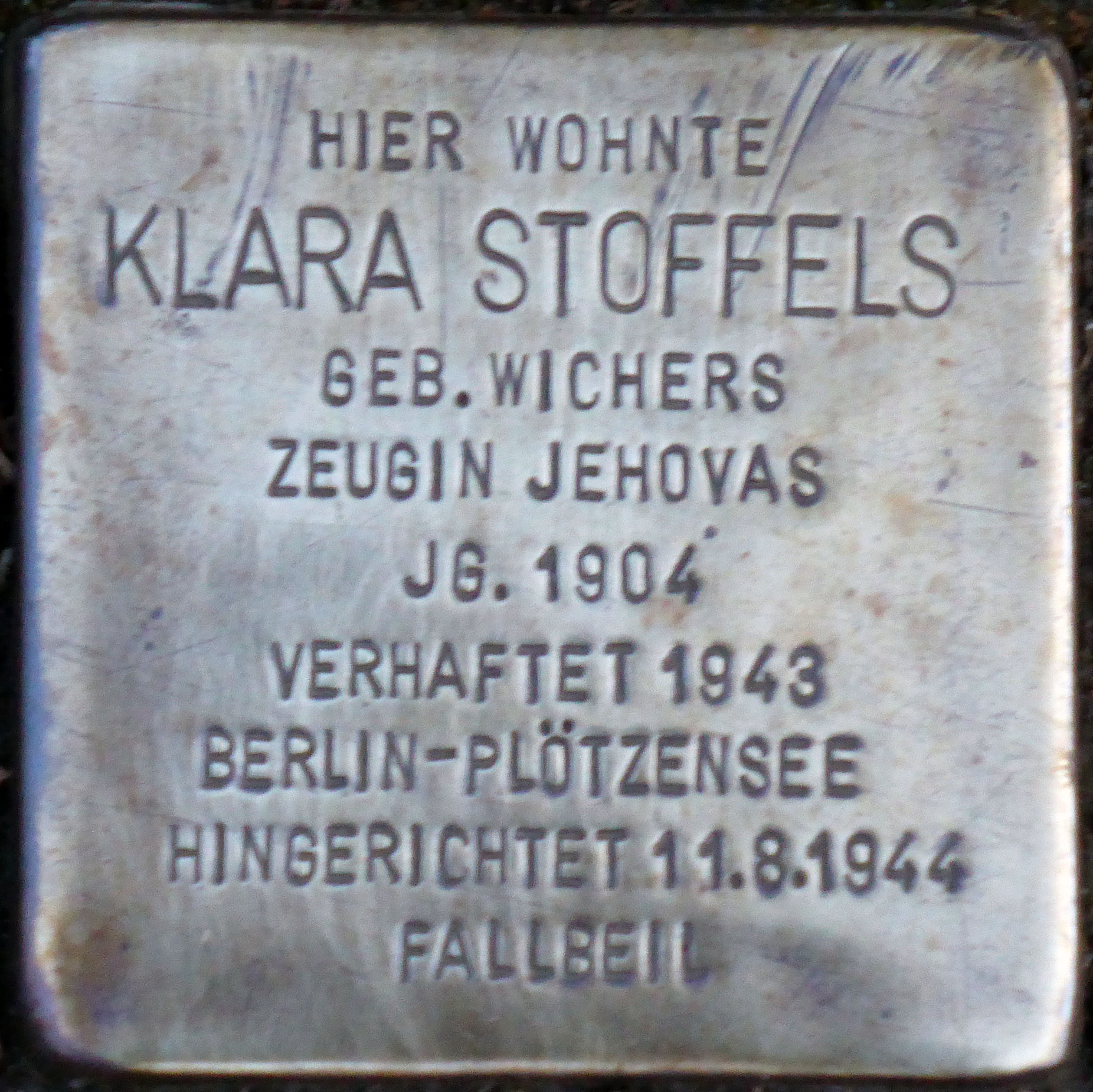
Stolperstein (mit falschem Geburtsnamen) für Klara Stoffels vor dem Bahnhof Belvedere, Belvederestraße 147 in Köln-Müngersdorf

Am 20. Januar 2007 wurden in Köln-Müngersdorf vor dem Belvedere-Haus, einem alten Bahnhofsgebäude an der Eisenbahnstrecke Köln–Aachen, zwei Stolpersteine im Rahmen des Kunst- und Denkmalprojektes von Gunter Demnig zur Erinnerung an Klara Stoffels und ihren Mann Fritz verlegt.